# Bipolair federalisme
Bipolair federalisme is een term die men vaak gebruikt om de bepaalde federalistische staatsvorm die op België van toepassing is aan te duiden.

## Kenmerken
De term is tweeledig: enerzijds heeft men het over federalisme. Dit is een staatsvorm waarin de soevereiniteit verdeeld is tussen een centrale (nationale)regering en een deelregering. Men gaat bepaalde bevoegdheden dus aan lokale besturen gaan overhandigen. De macht van de nationale regering staat op hetzelfde niveau als de macht van een deelregering. Ze beslissen gewoon over andere zaken.
Anderzijds spreekt men van bipolair. Dit wijst op het feit dat een land met een bipolair-federalistische staatsvorm, zoals België, "verdeeld" kan worden genoemd. In België is sprake van drie gewesten en drie gemeenschappen. Er is echter ook een soort spanningsveld tussen Frans- en Nederlandstaligen. De term "bipolair" wordt soms gebruikt om te verwijzen naar dit spanningsveld.